# Oxyopes inversus
Oxyopes inversus là một loài nhện trong họ Oxyopidae.
Loài này thuộc chi Oxyopes. Oxyopes inversus được Cândido Firmino de Mello-Leitão miêu tả năm 1949.